# 2477 Biryukov
2477 Biryukov eller 1977 PY1 är en asteroid i huvudbältet som upptäcktes den 14 augusti 1977 av den rysk-sovjetiske astronomen Nikolaj Tjernych vid Krims astrofysiska observatorium på Krim. Den har fått sitt namn efter den ryske författaren Nikolaj Birjukov.
Asteroiden har en diameter på ungefär arton kilometer.